# Joseph Malta
Pour les articles homonymes, voir Malta.
Joseph Malta, né le 20 novembre 1918 à Revere dans le Massachusetts, États-Unis, et mort le 6 janvier 1999 dans la même ville, fut l'adjoint de John C. Woods, l'exécuteur officiel de l'armée américaine pendant la Seconde Guerre mondiale qui officia à l'issue du procès de Nuremberg le 16 octobre 1946.
À cette époque, Malta, qui avait 28 ans, était membre du Military Police Corps (Police militaire), lorsqu'il se porta volontaire pour seconder le sergent Woods, lors de la pendaison des dix plus hauts dignitaires allemands condamnés à Nuremberg.
Il exécutera en tout 60 condamnés durant sa courte carrière d'exécuteur.
En 1947, démobilisé et revenu à vie civile, Joseph Malta reprendra son ancien métier de « ponceur de parquet ».